# Piercia subterlimbata
Piercia subterlimbata là một loài bướm đêm trong họ Geometridae.